# Chiaravalle Centrale

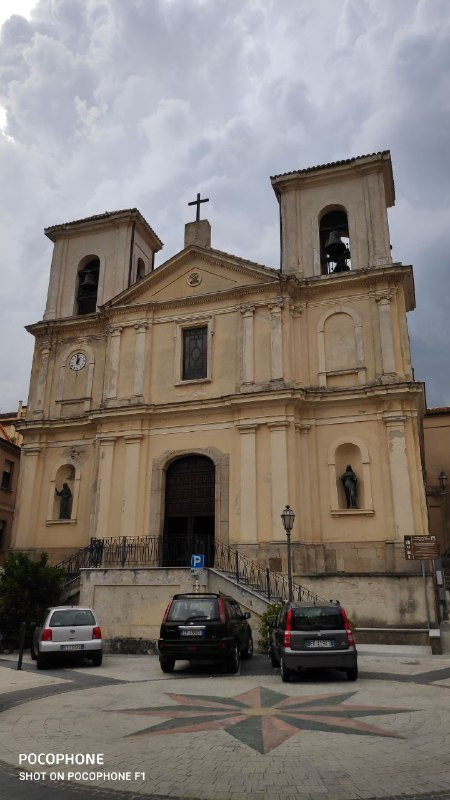
Chiesa matrice di Chiaravalle Centrale (2020)

Chiaravalle Centrale (Chijaravadi in calabrese) è un comune italiano di 5 067 abitanti della provincia di Catanzaro in Calabria.

## Geografia fisica
L'abitato è esposto prevalentemente a nord, ma in parte guarda anche ad est e a ovest.
È adagiato sulle falde della collina Sorbia su un'ampia vallata delimitata a ovest e a nord-ovest dalla dorsale appenninica, che trova le sue punte massime nei monti Pizzinni (918 m) e Serralta San Vito (1013 m).
A nord è delimitato da un costone montuoso, che passa alle spalle dei comuni di Cenadi, Olivadi e Centrache per prolungarsi risalendo fino al monte Paladino (689 m), ad est dal monte La Rosa (709 m), il quale dopo aver accolto sul suo fianco esposto a sud l'abitato di Petrizzi, degrada e fa passare il fiume Beltrame, che dopo aver ospitato le acque dei fiumi Acqua Bianca e Memoriana, sbocca nel mar Ionio, ove assume il nome di "Torrente Soverato".
La tradizione vuole che Chiaravalle anticamente sorgesse in sito diverso da quello attuale, e se ne ipotizza l'ubicazione a valle intorno alle falde del poggio denominato Castello e di quello ove sorge il Convento dei Cappuccini.

Confina anche con il comune di Capistrano (VV). 
Il clima vede estati calde ma poco afose data l'altitudine; negli anni sono stati anche sfiorati i 40° ma sono eventi eccezionali, le temperature in estate raramente superano i 30°, le serate invece sono fresche e ventilate. Gli inverni sono miti e piovosi salvo irruzioni fredde dai Balcani che possono portare un drastico calo delle temperature (nel '99 si toccarono i -9°), la neve fa la sua comparsa una o due volte l'anno ma può anche non presentarsi affatto. Gli autunni sono generalmente più caldi delle primavere e possono essere molto piovosi (nel 2015 sono stati registrati 746.44mm di pioggia in 72h e oltre 300mm in 24h). La media delle precipitazioni si attesta sui 1200mm annui che aumentano o diminuiscono in base all'altitudine. Situata non lontano dalla costa jonica ma a riddosso dei monti delle serre gode di un clima piacevole. Ottima la qualità dell'aria.

## Origini del nome
Il nome Claravallis figura in un documentato del 1483 scritto in latino, quando il borgo fu eretto a feudo da Alfonso II d'Aragona, feudo che ne venne affidato al conte Goffredo de Borges. Claravallis diviene poi Claravalle e quindi Chiaravalle, e tale permane fino al 1863, quando con Regio Decreto assume l'attuale denominazione.

## Storia
Fu occupato, intorno al 1074, dal conte Ruggiero I. Nell'archivio nazionale vi è traccia di villaggi denominati "San Biagio", "Madonna", "Spirito", "San Giovanni". Nei registri di morte, esistenti solo nel 1722, vengono menzionate chiese con la stessa denominazione dei villaggi delle quali oggi non vi è traccia, eccezione per quella dello Spirito Santo. Lo spostamento del paese si è verificato in seguito al terremoto nel 1783. 	
Claravallis, intorno al 1400, era già famosa per le sue industrie e commerci dei lini. Vi è una zona in Chiaravalle chiamata "Gurne" dove la tradizione localizza l'esistenza di vasche per la macerazione dei lini.	
Nella storia di Chiaravalle in quanto anche zona sismica C1 si ricordano due terremoti: il primo nel 1783, in cui si contarono 2 morti su 2 446 abitanti, il paese però subì molti danni pari a 70.000 ducati. Ben più grave e catastrofico fu il terremoto della mezzanotte del 5 novembre 1659 quando Chiaravalle fu distrutta e contò 67 morti.

### Onorificenze
ll 9 novembre 2012 il presidente della repubblica Giorgio Napolitano, su proposta del Ministro dell'Interno Anna Maria Cancellieri, concede a Chiaravalle il titolo di città, ai sensi dell'articolo 18 del decreto legislativo 267/2000, il quale stabilisce che «il titolo di città può essere concesso con decreto del Presidente della Repubblica su proposta del Ministro dell'interno ai comuni insigni per ricordi, monumenti storici e per l'attuale importanza».

## Monumenti e luoghi d'interesse

### Architetture religiose
- Convento dei Padri Cappuccini, nel rione Cona
- Chiesa Matrice, in Piazza Dante
- Santuario Maria Santissima della Pietra, in località Foresta
- Chiesa del Sacro Cuore di Gesù, piccola chiesa nel vecchio centro storico, in Via Francesco Spasari

### Architetture civili
- Teatro Impero, teatro comunale gestito dall'associazione culturale Tempo Nuovo, in Via Francesco Spasari
- Museo sacro e Museo della civiltà contadina ed artigiana del comprensorio, presso il Convento
- Biblioteca dei Padri Cappuccini, presso il Convento
- Palazzo Staglianò con cortile interno, in Via Francesco Spasari

## Società

### Evoluzione demografica
Abitanti censiti

Tra il 2001 e il 2010, il comune ha perso 475 persone, pari al 6,67% della popolazione del 2001. La continua decrescita della popolazione è dovuta ad una forte migrazione verso le zone settentrionali dell'Italia, Svizzera, Francia, Germania e Canada.

## Economia
L'economia di Chiaravalle Centrale fino agli anni settanta e ottanta era basata prevalentemente su agricoltura ed allevamento. Oggi vi sono alcune attività industriali e di servizi.

## Infrastrutture e trasporti
Il comune è interessato dalle seguenti direttrici stradali:
- delle Serre Calabre

## Amministrazione

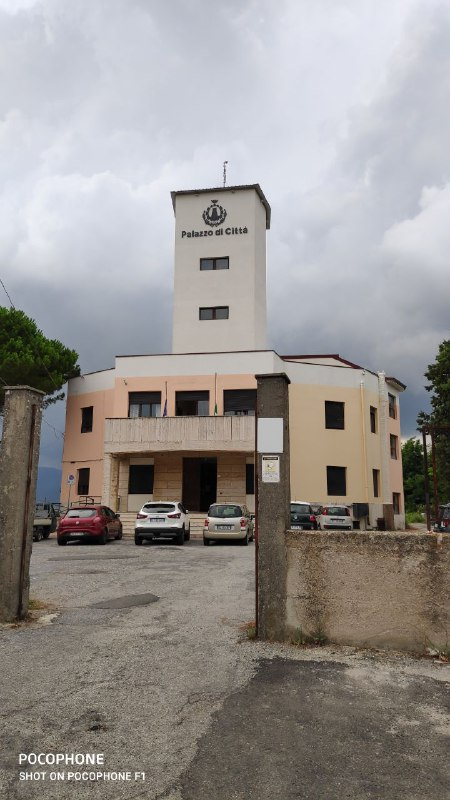
Municipio di Chiaravalle Centrale (agosto 2020)

| Periodo           | Periodo           | Primo cittadino     | Partito                         | Carica                  | Note |
| ----------------- | ----------------- | ------------------- | ------------------------------- | ----------------------- | ---- |
| 15 agosto 1948    | 14 dicembre 1952  | Francesco Meliti    | Partito Comunista Italiano      | Sindaco                 |      |
| 14 dicembre 1952  | 6 agosto 1954     | Francesco Vecchio   | Democrazia Cristiana            | Sindaco                 |      |
| 6 agosto 1954     | 19 giugno 1956    | Francesco Squillace | Democrazia Cristiana            | Sindaco                 |      |
| 19 giugno 1956    | 26 ottobre 1960   | Renato Corapi       | Democrazia Cristiana            | Sindaco                 |      |
| 26 ottobre 1960   | 10 febbraio 1965  | Francesco Squillace | Democrazia Cristiana            | Sindaco                 |      |
| 10 febbraio 1965  | 4 dicembre 1965   | Pietro Garieri      |                                 | Sindaco                 |      |
| 4 dicembre 1965   | 10 settembre 1970 | Angelo Donato       | Democrazia Cristiana            | Sindaco                 |      |
| 10 settembre 1970 | 26 novembre 1971  | Pietro Garieri      |                                 | Sindaco                 |      |
| 24 dicembre 1972  | dicembre 1974     | Francesco Meliti    | Partito Comunista Italiano      | Sindaco                 |      |
| dicembre 1974     | 27 giugno 1978    | Giuseppe Magisano   | Movimento Sociale Italiano      | Sindaco                 |      |
| 27 giugno 1978    | 27 aprile 1982    | Giuseppe Magisano   | Movimento Sociale Italiano      | Sindaco                 |      |
| 27 aprile 1982    | 27 agosto 1983    | Carmelo Ceravolo    | Democrazia Cristiana            | Sindaco                 |      |
| 27 agosto 1983    | 6 agosto 1988     | Santo Sestito       | Democrazia Cristiana            | Sindaco                 |      |
| 6 agosto 1988     | 6 giugno 1993     | Santo Sestito       | Democrazia Cristiana            | Sindaco                 |      |
| 6 giugno 1993     | 27 aprile 1997    | Giuseppe Maida      | Lista civica di centro-sinistra | Sindaco                 |      |
| 27 aprile 1997    | 13 maggio 2001    | Giuseppe Maida      | Lista civica di centro-sinistra | Sindaco                 |      |
| 13 maggio 2001    | 29 maggio 2006    | Antonio Bruno       | Lista civica di centro-sinistra | Sindaco                 |      |
| 29 maggio 2006    | 16 maggio 2011    | Antonio Bruno       | Lista civica di centro-sinistra | Sindaco                 |      |
| 16 maggio 2011    | 21 maggio 2015    | Gregorio Tino       | Lista civica di centro-destra   | Sindaco                 |      |
| 21 maggio 2015    | 5 giugno 2016     | Costanza Pino       |                                 | Commissario prefettizio |      |
| 5 giugno 2016     | in carica         | Domenico Donato     | Ripensiamo Chiaravalle          | Sindaco                 |      |

### Gemellaggi
- Maratea, dal 12 maggio 2012.[9]

## Sport

### Calcio
La principale società calcistica è San Nicola Chiaravalle Calcio, i colori della squadra sono il giallo e il nero. Milita in Promozione B Calabria 

### Pallavolo
Le principali società pallavolistiche sono L'ASD Pepea, che milita nei campionati PGS e nei campionati FIPAV di Serie D Femminile e Prima divisione Maschile, e la Polisportiva Chiaravalle militante anch'essa nei campionati PGS e FIPAV di Seconda divisione Femminile.